# Foley Room
Foley Room – szósty studyjny album brazylijskiego DJ-a Amona Tobina. 
Przy jego realizacji muzyk współpracował m.in. z Kronos Quartet. Wydanie albumu poprzedził singel Bloodstone.

## Lista utworów
1. "Bloodstone" – 4:13
2. "Esther's" – 3:21
3. "Keep Your Distance" – 4:48
4. "The Killer's Vanilla" – 4:14
5. "Kitchen Sink" – 4:49
6. "Horsefish" – 5:07
7. "Foley Room" – 3:37
8. "Big Furry Head" – 3:22
9. "Ever Falling" – 3:49
10. "Always" – 3:39
11. "Straight Psyche" – 6:49
12. "At the End of the Day" – 3:18